# Guerreiro (classe de personagem)
Em jogos de RPG, o Guerreiro é uma classe de personagens típica de cenários de fantasia medieval, dentre os quais se destacam os jogos Dungeons & Dragons, também  chamado de D&D e Pathfinder Roleplaying Game. Uma classe dá habilidades (ou perícias) exclusivas para o personagem de cada classe.

## Visão geral

### Força e Estratégia
Guerreiros são exímios lutadores marciais, sempre prontos para o combate. Possuem extremas habilidades de combate.
Ele possui poderosas habilidades combativas, variando conforme o sistema de RPG utilizado.

## Origens Criativas
O Guerreiro, como classe de personagem, surge pela primeira vez, no RPG Dungeons & Dragons.
O desenvolvimento do Guerreiro em Dungeons & Dragons, foi introduzido pela primeira vez no suplemento original de Dungeons & Dragons, como Fighting Man em inglês na época.

## Características de Classe
A seguir temos uma noção geral das características e habilidades comuns da classe guerreiro na maioria dos jogos de RPG.

### Campeão Marcial
Pronto para o combate, o Guerreiro sabe usar todos os tipos de armaduras e escudos. sendo preferencial o uso de armaduras pesadas de placas. Assumindo o papel de protetor, o uso de escudos é frequente nesta classe, porém muitas vezes ele abdica de seu uso para empunhar uma arma com as duas mãos para causar mais dano em combate. O Guerreiro sabe usar todos os tipos de armas simples, comuns e marciais corpo a corpo ou à distância. Sendo de sua preferência o uso de armas corpo a corpo marciais como martelos de guerra, espadas longas, de duas mãos ou espadas bastardas. A fonte básica de seus poderes é marcial obtida através de treinamento puro. Sua função no combate é de "Defensor" (Tanque), ou seja, a linha de frente do combate. Mas também pode assumir as funções de "Agressor" (Dano).